# بخش مسکوتان
بخش مسکوتان، یکی از بخش‌های شهرستان فنوج در استان سیستان و بلوچستان ایران است. مرکز این بخش روستای مسکوتان است. در این منطقه کشاورزی رونق دارد و یکی از عمده محصولات کشاورزی در این بخش باقلا است.

## تقسیمات کشوری
- بخش مسکوتان
  - دهستان مسکوتان
  - دهستان جوگز بالا